# Mannenberg
Mannenberg est un site fortifié constitué des ruines de châteaux. Il est situé sur un hauteur dominant la Simme dans le Haut-Simmental, canton de Berne, Suisse.

## Histoire

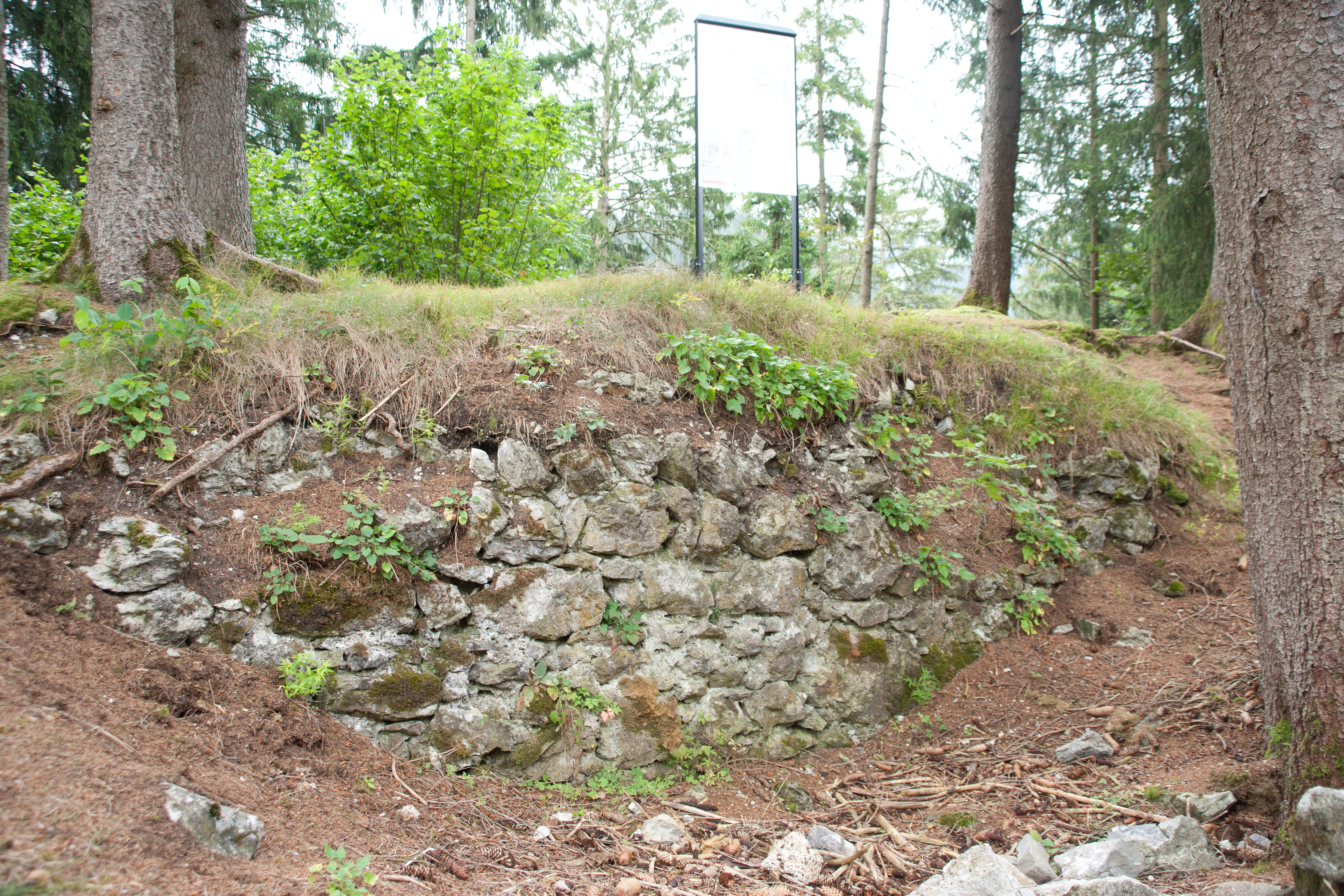
Ruines du château Oberer Mannenberg.

Un premier château fort appartenait à une famille de barons locaux qui s'éteignit au XIIIe siècle. À  cette époque, le château et le fief d'Empire appartiennent aux barons de Rarogne (Valais). En 1300, ils deviennent propriété des barons de Strättligen. Les comtes de Gruyère, en la personne de Pierre III, les achètent en 1336. En 1356, ils les cèdent à la famille fribourgeoise de Duens. Cette dernière vend les châteaux en 1378 à la ville de Fribourg. Lors de la guerre de Sempach (entre Fribourg et Berne), Berne prend possession des seigneuries de Mannenberg et de Laubegg et y installe la châtellenie d'Obersimmental en 1386.
L'ancienne résidence des comtes de Gruyère (Oberer Mannenberg) est détruite par les Bernois vers 1350 (de même que le château fort de Laubegg). Ils rebattirent un nouveau château (Unterer Mannenberg). Ce nouveau château tombe en ruine à partir de 1386 quand Berne installe sa châtellenie au château de Blankenburg.

## Protection

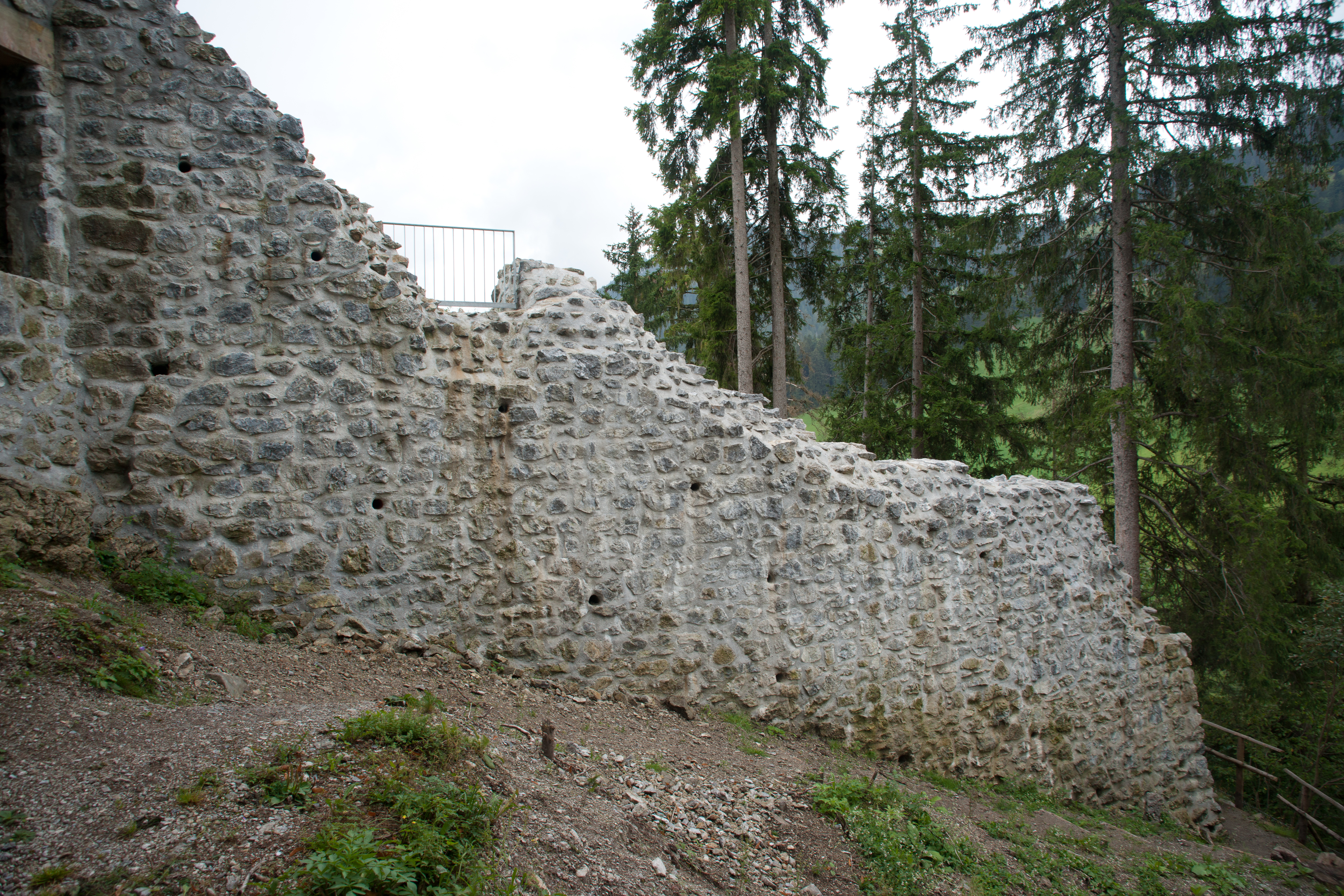
Ruines du château Unterer Mannenberg.

Les ruines des deux châteaux - Burgruine Oberer Mannenberg et Burgruine Unterer Mannenberg - sont des biens culturels d'importance nationale. 

### Sources
- Anne-Marie Dubler, « Mannenberg » dans le Dictionnaire historique de la Suisse en ligne.